# Pernilla Zethraeus
Eva Pernilla Zethraeus, född 23 juli 1962 i Brämhults församling, Älvsborgs län, är en svensk politiker (vänsterpartist).   

## Biografi
Zethraeus är dotter till psykiatrikern Stig Zethræus. Hon började sin bana i ungdomsförbundet där hon bland annat varit distriktsombudsman i Gävleborg under åren 1984-1986. Hon har även ingått i förbundsstyrelsen.  
Zethraeus var partisekreterare för Vänsterpartiet 2000–2006, först under Gudrun Schymans partiledartid och senare under Lars Ohlys partiledarskap.    
1990–1998 var Pernilla Zethraeus kommunalråd i opposition i Gävle. Efter valet 1998 var hon kommunalråd i majoritet i Gävle kommun, efter att socialdemokraterna och vänsterpartiet bildat en majoritetskonstellation. Den var den första i sitt slag i Gävle och bröt ett långvarigt ensidigt socialdemokratiskt maktinnehav. Pernilla Zethraeus ansvarsområden var demokratifrågor, jämställdhetsfrågor och personalpolitik.  
Zethraeus var ledamot i den statliga demokratiutredning som initierades 1997 av dåvarande statsminister Göran Persson (S) och leddes av tidigare kulturministern Bengt Göransson (S). Utredningens betänkande "En uthållig demokrati. Politik för folkstyrelse på 2000-talet" publicerades den 1 januari 2000. 
Zethraeus ingick i den nationella styrelsen för Nej-kampanjen inför folkomröstningen 1994 om ett svenskt EU-medlemskap. Hon ingick också i den nationella ledningen för nejkampanjen inför EMU-folkomröstningen 2003. 
Zethraeus var riksdagsledamot 2006–2008, invald för Stockholms kommuns valkrets. I riksdagen var hon suppleant i civilutskottet och konstitutionsutskottet. Hon avsade sig uppdraget som riksdagsledamot i juni 2008 och efterträddes den 17 juni 2008 av Amineh Kakabaveh. Zethraeus hade då varit frånvarande från riksdagsarbetet sedan september 2007 till följd av den neuroimmunologiska sjukdomen ME/CFS.